# جوي نيوينديك
جوزيف نيويندايك (من مواليد 10 سبتمبر 1966) هو لاعب سابق في دوري الهوكي الوطني من كندا. اُختير في الجولة الثانية من قبل فريق كالغاري فليمز، في المركز 27 بشكل عام، في مسودة دخول دوري الهوكي الوطني لعام 1985، ولعب لمدة 20 موسمًا مع فرق كالغاري فليمز، دالاس ستارز، نيوجيرسي ديفلز، تورونتو ميبل ليفس، وفلوريدا بانثرز. يُعد واحدًا من 11 لاعبًا فقط في تاريخ دوري الهوكي الوطني الذين فازوا بكأس ستانلي مع ثلاثة فرق مختلفة أو أكثر، حيث فاز بالبطولة مع كالغاري في عام 1989، ودالاس في عام 1999، ونيو جيرسي في عام 2003. شارك في الألعاب الأولمبية مرتين، وفاز بميدالية ذهبية مع فريق كندا في دورة الألعاب الشتوية لعام 2002. أُدخل إلى قاعة مشاهير الهوكي في عام 2011، وكُرّم رقمه 25 من قبل فريق كالغاري فليمز في عام 2014. كما أُدرج في قاعة مشاهير الرياضة في أونتاريو في عام 2014. وفي عام 2017، اُختير كواحد من “أفضل 100 لاعب في تاريخ دوري الهوكي الوطني.